# 甲英镇
甲英镇，是中华人民共和国四川省甘孜藏族自治州巴塘县下辖的一个乡镇级行政单位。撤销甲英乡、党巴乡，设立甲英镇，以原甲英乡和原党巴乡所属行政区域为甲英镇的行政区域，甲英镇人民政府驻鱼卡通村1组18号。

## 行政区划
甲英镇下辖以下地区：
甲英村、波戈西村和普达村。